# Henri Pellizza
Henri Pellizza, né le 21 mars 1920 à Pau et mort dans la même ville le 20 octobre 2001 était un joueur de badminton et de tennis français, de 1,83 m pour 82 kg, licencié au Tennis-Club de Pau (dénommé en 1935 Jeu de paume de Pau) jusqu'à la guerre, à Marseille à compter de 1944, au Club Sportif du Crédit Lyonnais de Marseille en 1949, et au Racing Club de France courant 1950. Son père était médecin et fut le premier président de la Section paloise.

## Biographie
Il a commencé le badminton à l'âge de 12 ans, et a cessé sa carrière en simple en 1955, à 35 ans.
Il a été trésorier de la Commission Centrale de Badminton, à partir de 1946 (alors sous l'égide de la Fédération française de lawn-tennis), et de nouveau à compter de 1978 (Fédération en nom propre - FFBA).
Il a été nommé « Membre d'honneur de la FFBA » en décembre 1998.
Il a aussi exercé la fonction de commissaire général adjoint du Racing Club de France, et fut un temps Directeur de La Boulie.
Enfin, il a été membre de l’Association amicale des anciens élèves du lycée Louis-Barthou de Pau.
Son frère aîné, Pierre, né le 10 juillet 1917 à Lourdes, a été champion de France de tennis sur courts couverts en 1939, en battant entre autres Jean Borotra. Membre de l'équipe de France de Coupe Davis avant et après guerre, il devint professionnel en 1948 et  partit alors poursuivre sa carrière aux États-Unis.

## Palmarès

### Tennis
- Classé pendant douze années consécutives parmi les dix meilleurs joueurs français ;
- Champion du monde universitaire ;
- Internationaux du Portugal ;
- Champion de France Juniors ;
- Finaliste du Critérium National en 1936 ;
- Participation au double mixte des internationaux de France jusqu'en 1962 (à 42 ans, alors avec Anne-Marie Seghers ; autres partenaires au début des années 1950 : Mme Hure puis Josette Amouretti).

### Badminton
Numéro 1 français de 1940 à mi-1956 ;
Membre de l'équipe de France de 1949 à 1957 ;
Victoire en 1935 à Pau contre le champion de France en titre (car vainqueur des Internationaux de Paris), André N. Bloch (à 15 ans, en match de démonstration, lors de l'opposition : Badminton Club de France (Paris)/Tennis-Club de Pau) (15/0-15/0) ;
Internationaux de Paris (11 titres) : 
- Simple : 1940, 1943, 1944, 1946, et 1956 (face à Jean-Claude Cahagne) (ainsi que finaliste en novembre 1954) ;
- Double hommes : 1940 (avec René Gathier), 1943 (avec Michel Marret), 1944 (avec M. Marret), et 1946 (avec M. Marret) ;
- Double mixte : 1940 (avec Madeleine Girard), et 1944 (avec son épouse Simone Pellizza) (et aussi finaliste en avril 1954 avec Noëlle Ailloud) ;

Championnats de France (19 titres) (Coupe Georges Grémillet) :
- Simple (6 titres) : 1949, 1950, 1952, 1953, 1954, et 1955 ;
- Double hommes (7 titres) : 1950 (avec Bernard Minet), 1952 (avec Paul Ailloud); 1953 (avec P. Ailloud); 1954 (avec Maurice Mathieu), 1955 (avec M. Mathieu), 1957 (avec M. Mathieu), et 1959 (avec M. Mathieu) (vice-champion de France en 1949 avec Pierre Rey Coquais) ;
- Double mixte (7 titres) : 1949 (avec Andrée Gremillet), 1950 (avec A. Gremillet), 1952 (avec Noëlle Ailloud), 1953 (avec N. Ailloud), 1954 (avec N. Ailloud), 1955 (avec N. Ailloud), et 1957 (avec Mireille Laurent) ;

(Il a ainsi réalisé cinq triplés victorieux, en 1950, 1952, 1953, 1954, et 1955)
Coupe de France : 1937 (face à Leturcq, battu 15/9-15/5) ;
Champion de France par équipes : 1951, 1952, 1953, 1954, et 1955 (avec le Racing Club de France, associé à Michel Le Renard, M. Mathieu, et Baudouin) (et finaliste en 1956, 1957, et 1958) ;
Champion de Lyon en simple, en double hommes (avec Crozet), et en double mixte (avec son épouse Simone) : 1948 ;
Coupe Jacqueline Deguingand ("Tournoi des ménages", avec Simone) : 1954 (en finale opposés au couple Le Renard), et 1955 (en finale opposés au couple Mathieu) ;
Participation à la Coupe Thomas (championnat du monde par équipes nationales masculines) en 1949 (1re édition, opposant la France au Royaume-Uni, à l'Irlande, au Danemark et à la Suède), 1951 (à Singapour (Malaisie)), 1954, et 1955 (à Singapour).

## Distinctions
- 1946 : médaille d'argent de l'Éducation Physique et des Sports (avec M. Maret);
- Décembre 1998 : membre d'honneur de la Fédération française de badminton (FFBA).